# مسجد الیادران
مسجد الیادران (الرحمن) مربوط به دوره قاجار است و در اصفهان، محله الیادران، خیابان شاهپور، کوچه الیادران واقع شده و این اثر در تاریخ ۱۲ مهر ۱۳۷۷ با شمارهٔ ثبت ۲۱۲۳ به‌عنوان یکی از آثار ملی ایران به ثبت رسیده‌است.
این مسجد چند سال پیش توسط مردم تخریب و بازسازی شد